# 미국 육군 지중해 작전전구
미국 육군 지중해 작전전구(영어: Mediterranean Theater of Operations, United States Army (MTOUSA))는 미국 육군의 지중해 전구와 아프리카-중동 전구(AMET)의 본부이다.

## 역사

### 기원
7월 4일 미국 육군 유럽 작전전구(ETOUSA)가 창설되어 작전전구의 범위가 유럽이었다. 아프리카 연합군 본부가 1942년 9월 12일에 설립되었다.

### 북아프리카 작전전구
1942년 9월 12일, 북아프리카 보급근무대(SOS)의 전방제대가 프랑스 디종에 도착하여 델타 기지구역과 본토전방구역(CONAD)의 통제를 위해 본부를 설치하였다. 10월 1일에 SOS NATOUSA는 COMZONE NATOUSA가 되었다.
작전초점이 북아프리카에서 지중해로 바뀜에 따라 1944년 11월 1일, 지중해 작전 전구로 개편되었다.

### 지중해 작전전구
1947년 9월 17일, 폐지되었다.

## 산하 조직
- 지중해 작전전구, 육군 항공대(AAF/MTO)
  - 지중해 작전전구, 항공근무사령부; 1942년 8월 22일 ~ 1945년 11월 30일
- 미국 중동 육군 (USAFIME)
  - 미국 중동 육군, 항공대
- 미국 북아프리카 임무대 (USAFIM) - 본부: 카이로; 1942년 6월 16일, 미국 중동 육군으로 전속함.

## 역대 사령관
| #      | 사진 | 계급 및 성명                                        | 취임일           | 이임일           | 비고 |
| ------ | ---- | --------------------------------------------------- | ---------------- | ---------------- | ---- |
| 1.     |      | 중장 Dwight D. Eisenhower 드와이트 D. 아이젠아워[*] | 1943년 2월 4일   | 1944년 1월 8일   |      |
| 2.     |      | 중장 Jacob L. Devers 제이콥 L. 데버스[*]            | 1944년 1월 8일   | 10월 22일        |      |
| (대리) |      | 중장 조지프 T. 맥네이[*]                            | 1944년 10월 22일 | 1944년 11월 1일  |      |
| 3.     |      | 중장 조지프 T. 맥네이[*]                            | 1944년 11월 1일  | 1945년 10월 23일 |      |

## 계보
- 1943년 2월 4일, North African Theater of Operations, United States Army (NATOUSA)
→미국 육군 북아프리카 작전전구
- 1944년 11월 1일, Mediterranean Theater of Operations, United States Army (MTOUSA)
→미국 육군 지중해 작전전구

## 참고

### 자료
- “Records of the Africa-Middle East Theater of Operations (World War II Army)” (영어). U.S. National Archives and Records Administration. 2016년 8월 15일. 2019년 6월 16일에 확인함.